# Wertingen

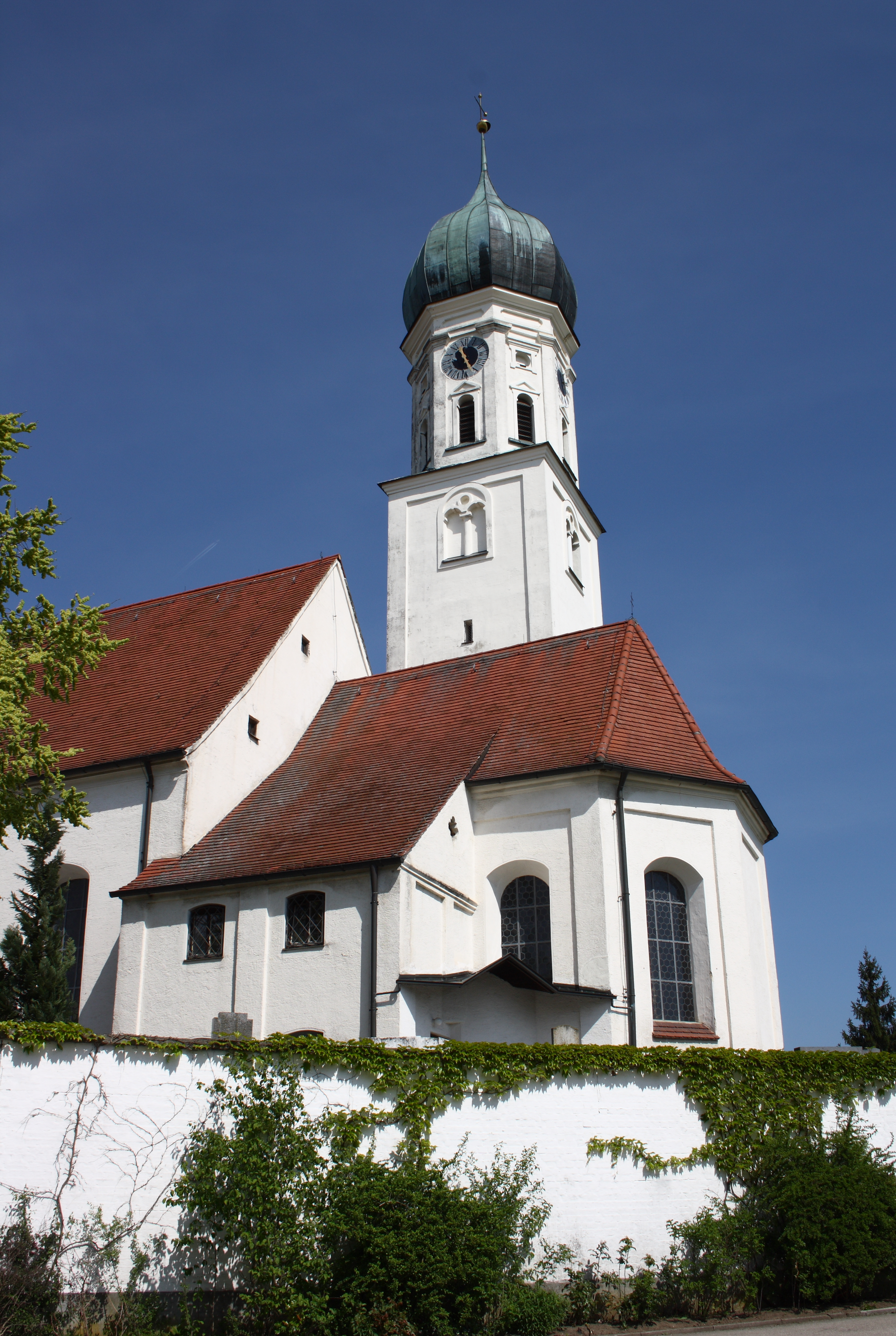
Wertingen

Wertingen este un oraș din districtul  Dillingen an der Donau, regiunea administrativă Șvabia, landul Bavaria, Germania.